# Julien Loy
Pour les articles homonymes, voir Loy.
Julien Loy, né le 1er février 1976 à Saint-Martin-d'Hères, est un triathlète français. Il a notamment été champion du monde longue distance en 2007 à Lorient et 2008 à Almere.

## Biographie
Spécialiste de la course à pied, il est champion de France minime du 3 000 m au début des années 1990. Formé au cyclisme dans sa jeunesse, Julien Loy fait ses débuts en triathlon en 2000 à l'âge de 24 ans. Très vite, il aligne des performances : champion de France universitaire en 2002, vice-champion de France longue distance en 2004, cinquième aux championnats du monde longue distance et champion du monde par équipes en 2005 à Fredericia (États-Unis). 
En 2006, il décroche le titre de champion de France longue distance, conserve le titre de champion du monde longue distance par équipes à Canberra (Australie) et termine au pied du podium (4e) en individuel. En 2007, il devient champion du monde longue distance à Lorient devant deux autres français : Xavier Le Floch et Sébastien Berlier. En 2008, il conserve son titre malgré une distance parcourue supérieure de 25 % par rapport à 2007.
En 2011 Julien Loy met un terme à sa carrière professionnelle, parallèlement à sa réussite sportive, il est chargé de mission sports et culture de la Métro (communauté d'agglomération Grenoble Alpes Métropole), activité qui lui permit d'allier sport de haut niveau et activité professionnelle.

## Palmarès
Le tableau présente les résultats les plus significatifs (podium) obtenus sur le circuit national et international de triathlon depuis 2003,.
| Année | Compétition                                      | Pays       | Position | Temps           |
| ----- | ------------------------------------------------ | ---------- | -------- | --------------- |
| 2011  | Championnat de France longue distance            | France     |          | 3 h 52 min 54 s |
| 2011  | Championnat du monde longue distance par Équipes | États-Unis |          |                 |
| 2009  | Championnat du monde longue distance par Équipes | Australie  |          |                 |
| 2008  | Champion du monde longue distance                | Pays-Bas   |          | 5 h 43 min 22 s |
| 2008  | Championnat du monde longue distance par Équipes | Pays-Bas   |          |                 |
| 2007  | Champion du monde longue distance                | France     |          | 3 h 30 min 11 s |
| 2007  | Championnat du monde longue distance par Équipes | France     |          |                 |
| 2006  | Championnat de France longue distance            | France     |          | 6 h 10 min 59 s |
| 2006  | Championnat du monde longue distance par Équipes | Australie  |          |                 |
| 2005  | Championnat du monde longue distance par Équipes | Danemark   |          |                 |
| 2004  | Championnat de France longue distance            | France     |          | Timing          |
| 2004  | Championnat du monde longue distance par Équipes | Suède      |          |                 |
| 2004  | Triathlon international de Nice                  | France     |          | 6 h 28 min 37 s |
| 2003  | Championnat de France longue distance            | France     |          | Timing          |